# Hirvijärvi (sjö i Finland, Norra Savolax, lat 62,98, long 27,30)
Hirvijärvi är en sjö i Finland. Den ligger i kommunen Kuopio i landskapet Norra Savolax, i den centrala delen av landet, 300 km norr om huvudstaden Helsingfors. Hirvijärvi ligger 104,9 meter över havet. Den är 24 meter djup. Arean är 1,45 kvadratkilometer och strandlinjen är 13,16 kilometer lång. Sjön  ingår i Vuoksens huvudavrinningsområde.   I omgivningarna runt Hirvijärvi växer i huvudsak blandskog.
I övrigt finns följande i Hirvijärvi:
- Runtinsaari (en ö)
- Koivusaari (en ö)